# Cernelele
Cernelele – wieś w Rumunii, w okręgu Vâlcea, w gminie Păușești. W 2011 roku liczyła 243 mieszkańców.